# THE独占サンデー
『The独占サンデー』（ざ・どくせんさんでー）は、日本テレビ（NNN・NNS）で、2000年10月1日から2002年9月29日までにかけて放送された日曜夕方の大型ニュース・情報番組である。

## 概要
それまでの『ニュースプラス1・サンデー』・『独占SPORTS』を統合し、ワイドショーネタを取り入れ、ニュース・スポーツ・生活・芸能など様々なジャンルの話題を取り上げた。総合司会（メインキャスター）は長嶋一茂で、企画でよく一茂・中居正広がキャスター交代の座をかけて対決をしていた。最終的な対決は、極楽とんぼの山本圭壱が一茂、中居との野球対決を行った。
また、前番組の流れから放送当日に日本テレビでプロ野球ナイター中継（東京ドームでの試合に限る）がある時には、一茂・徳光和夫（・山本真純アナウンサー）が球場に乗り込み、ニュース・週末エンターテイメント情報コーナー（名称：週末いちもくリョー然!）を除く全編で球場からの巨人の応援実況を繰り広げた。しかし、徳光が相手球団の選手に対して問題発言を起こしてしまい、視聴者からの批判を受け同コーナーは打ち切りとなった。
番組は2年で終了。報道色を強めた『真相報道 バンキシャ!』へと引き継がれた。

## 放送時間
全てJST
- 2000年10月 - 2002年3月：日曜 18:00 - 19:00
- 2002年4月 - 9月：日曜 18:00 - 18:55（『ザ!鉄腕!DASH!!』直前枠の『ザ!直前!DASH!!』新設のため5分短縮）

※なお、ニュースコーナーは『日曜夕刊』→『プラス1・サンデー』時代の名残で18:02頃 - 18:20頃で固定されていた（ローカルニュースも含む）。

## 出演者
総合司会（メインキャスター）
- 長嶋一茂
- 山本真純（日本テレビアナウンサー※当時）
  - 共に『独占SPORTS情報』から続投。

アシスタントキャスター（サブキャスター）
- 藤井恒久（日本テレビアナウンサー）
- 鈴木君枝（日本テレビアナウンサー※当時）

ニュースキャスター
- 2000年10月 - 2001年9月：高田元広（日本テレビ報道局員※当時）
- 2001年10月 - 2002年9月：後藤俊哉（日本テレビ報道局キャスター）
- 山本真純→鈴木君枝（交代時期不明）
  - メインスタジオとは別のスタジオ（『ニュースプラス1』と共用）から放送。冒頭は男性キャスター1人で、トップニュースが終わった後に、メインスタジオから移動してきた女性キャスターが加わって2人で進行した。
  - 高田は『プラス1・サンデー』から続投。なお後藤は『プラス1・サタデー』を兼務したが、高田は本番組開始時に『サタデー』のみ降板となった（同時期の『サタデー』は近野宏明が担当[1]）。

コーナーレギュラー
- 中居正広（当時SMAP）
  - 後述の「中居正広の世界ブラックジャイアンツ化計画」（事前収録のVTRコーナー）に出演。
- 宮本和知

ナレーター
- 柴田秀勝：※後述の「世界ブラックジャイアンツ化計画」のOPを担当（クレジットなし）。
- 垂木勉：※この番組の人形レポーターWINちゃん・とよチュン（元『WIN』リポーター）・川上犬シン（番組独自で追加。垂木は開始直前頃にスタートした『The・サンデー』のコーナー「押忍（おす）!川上憲伸ッス!!」ナレーターを務めていたため、横滑りという形で当てることとなった）の声で出演。とよチュンのみ途中で降板。その後は女性声優が当てていた。この他、イワヤのぬいぐるみに眉毛を加えた「ピンクのブタさん」や「オレンジのゾウさん」といったキャラクターがいたが、いずれもいつのまにか存在がウヤムヤになった。またこれらのキャラクターのぬいぐるみも、後に番組仕様でイワヤから販売されている。

## 主なコーナー
- 中居正広の世界ブラックジャイアンツ化計画
  - 中居はキャスターの一茂にジャイアンツ（巨人軍）に関するクイズを出し、連敗が続けば司会を降板させようと企てた。
  - このコーナーで、中居は年上の一茂を「一茂ちゃん」ときやすく呼んでいた。
  - 最終的には、山本圭壱が勝負を要求したため、中居は、一茂と手を組んだ。
- パワーの楽園超人王国
- バカ一代シリーズ（『焼肉バカ一代』『ラーメンバカ一代』『寿司バカ一代』など）
- 激安一直線：坂本ちゃんがレポーターを担当。

## 番組テーマ曲
- 2000年10月 - 11月：JUDY AND MARY『ガールフレンド』
- 2000年12月 - 2001年3月：JUDY AND MARY『MOTTO』

### CMアイキャッチ曲
- 青木智仁『Bottom Line』

## イメージソング
※番組エンディングテーマとして流された。
- 2001年4月 - 9月：SOPHIA『-WOOZ!-』
- 2001年10月 - 12月：Whiteberry『立入禁止』
- 2002年1月 - 3月：中島美嘉『CRESCENT MOON』
- 2002年4月 - 6月：shela『Rose』
- 2002年7月 - 9月：杉山清貴『Summer Regret』

## スタッフ
- 構成：吉田豪、村上知行、藤原拓谷、塚田均、遠藤みちスケ、金森匠
- ナレーター：垂木勉、ボンバー森尾、林田尚親
- 技術：勝見明久、小林宏義
- TK：山田美穂、杉本真知子
- 音効：杉山謙一郎、加藤つよし、岡崎宏
- 美術：高野豊、道勧英樹
- 照明：中瀬有紀
- ディレクター：栄永英幸、竹下幸仁、森田浩、馬杉光、阿部匡章、長谷川孝、瀬戸口晃、藤本直樹、石井博、鈴木孝志、塚崎寿、野崎智史、輿石孝宏、篠幸生、石坂完爾、栗城知般、竹田吉宏、柄沢喜行
- プロデューサー：橋本健司、五十嵐貢、山本純一、さとうしゅう
- 美術協力：日本テレビアート
- 制作協力：えすと、いまじん、マイ･プラン、NTV映像センター
- 演出：伊東修（以前はディレクター）
- 総合演出：村上和彦
- プロデューサー：宮本修二
- チーフプロデューサー：中山良夫
- 製作著作：日本テレビ

### 過去のスタッフ
- 技術：伊東聡
- 演出：大武智治
- プロデューサー：田辺裕
- チーフプロデューサー：林隆一郎

## ネット局
系列は当番組終了時（2002年9月）のもの。
| 放送対象地域   | 放送局           | 系列                          | 備考   |
| -------------- | ---------------- | ----------------------------- | ------ |
| 関東広域圏     | 日本テレビ       | 日本テレビ系列                | 制作局 |
| 北海道         | 札幌テレビ       | 日本テレビ系列                |        |
| 青森県         | 青森放送         | 日本テレビ系列                |        |
| 岩手県         | テレビ岩手       | 日本テレビ系列                |        |
| 宮城県         | ミヤギテレビ     | 日本テレビ系列                |        |
| 秋田県         | 秋田放送         | 日本テレビ系列                |        |
| 山形県         | 山形放送         | 日本テレビ系列                |        |
| 福島県         | 福島中央テレビ   | 日本テレビ系列                |        |
| 山梨県         | 山梨放送         | 日本テレビ系列                |        |
| 新潟県         | テレビ新潟       | 日本テレビ系列                |        |
| 長野県         | テレビ信州       | 日本テレビ系列                |        |
| 静岡県         | 静岡第一テレビ   | 日本テレビ系列                |        |
| 富山県         | 北日本放送       | 日本テレビ系列                |        |
| 石川県         | テレビ金沢       | 日本テレビ系列                |        |
| 福井県         | 福井放送         | 日本テレビ系列 テレビ朝日系列 |        |
| 中京広域圏     | 中京テレビ       | 日本テレビ系列                |        |
| 近畿広域圏     | 読売テレビ       | 日本テレビ系列                |        |
| 鳥取県・島根県 | 日本海テレビ     | 日本テレビ系列                |        |
| 広島県         | 広島テレビ       | 日本テレビ系列                |        |
| 山口県         | 山口放送         | 日本テレビ系列                |        |
| 徳島県         | 四国放送         | 日本テレビ系列                |        |
| 香川県・岡山県 | 西日本放送       | 日本テレビ系列                |        |
| 愛媛県         | 南海放送         | 日本テレビ系列                |        |
| 高知県         | 高知放送         | 日本テレビ系列                |        |
| 福岡県         | 福岡放送         | 日本テレビ系列                |        |
| 長崎県         | 長崎国際テレビ   | 日本テレビ系列                |        |
| 熊本県         | 熊本県民テレビ   | 日本テレビ系列                |        |
| 鹿児島県       | 鹿児島読売テレビ | 日本テレビ系列                |        |

## 番組によるエピソード
- 一茂が取材を行った巨人軍のキャンプ地ハワイからの中継の際、東京（日本テレビ）のスタジオにいる藤井が「ハワイは熱いんですよね。」と至極当たり前の質問をした。すると一茂は「当たり前です。」と返答。しかし生中継ゆえに会話は噛み合わず、藤井は「それは何でしょうか!?」と次の質問を始めていた。